# Konary (Głogów)
Konary – część wsi Głogów w Polsce, położona w województwie mazowieckim, w powiecie przysuskim, w gminie Wieniawa, nad Zalewem Domaniowskim (którego linia brzegowa w większej części rozciąga się na obszarze Konar). Wchodzi w skład sołectwa Głogów.
Prywatna wieś szlachecka, położona była w drugiej połowie XVI wieku w powiecie radomskim województwa sandomierskiego. W latach 1975–1998 Konary administracyjnie należały do województwa radomskiego.
Jest podradomskim letniskiem i sezonowym ośrodkiem sportów wodnych. 
Wierni Kościoła rzymskokatolickiego należą do parafii św. Jana Chrzciciela i św. Stanisława Kostki w Mniszku.
Zabytki
- XIX-wieczny "Dworek Helbicha" nad brzegiem zalewu (zobacz: Adam Bogumił Helbich)
- Stara aleja lipowa